# Karl Neuscheler
Karl Neuscheler (* 14. August 1897 in Pfullingen; † 17. Mai 1986 in Freudenstadt) war ein deutscher Journalist, Zeitungswissenschaftler und Nationalsozialist (SA-Brigadeführer, NSDAP-Kreisleiter und Träger des Goldenen Parteiabzeichens).

## Leben
Neuscheler besuchte das Gymnasium zu Cannstatt und studierte an der Eberhard Karls Universität Tübingen und der Ludwig-Maximilians-Universität München im Hauptfach Germanistik, im Nebenfach Romanistik und Slawistik.
Am Ersten Weltkrieg nahm er von 1915 bis 1918 als Fahnenjunker beim Infanterie-Regiment 124 bzw. Leutnant teil; durch eine Kriegsverletzung blieb seine linke Hand gelähmt.
Nach seiner Promotion an der Universität München 1923 widmete er sich zunächst dem Buchhandel, arbeitete in mehreren Buchverlagen und Sortimenten, zum Schluss als Verlagsleiter.
Zum 1. Januar 1930 trat Neuscheler in die NSDAP ein (Mitgliedsnummer 186.160). 1932 gründete er die NS-Gauzeitung Bodensee-Rundschau (Konstanz), deren Hauptschriftleiter er wurde. Von 1933 bis 1940 war Neuscheler Hauptschriftleiter des badischen NS-Gauorgans Der Führer (Karlsruhe). 1935 übernahm er einen Lehrauftrag für praktische Zeitungskunde an der Universität Heidelberg, nahm diesen aber ab 1937 wegen seiner Aktivität als Moskau-Korrespondent für den Völkischen Beobachter und den Angriff nicht mehr wahr.
Kurz nach Ausbruch des Zweiten Weltkriegs wechselte Neuscheler als stellvertretender Hauptschriftleiter in die Redaktionsleitung der Wiener Ausgabe des Völkischen Beobachters. Am Institut für Zeitungswissenschaften an der Universität Wien war er außerdem Leiter der Hauptabteilung I („Erforschung und Förderung des Internationalen Zeitungswesens“); zu Schwerpunkten in seiner dortigen Lehrtätigkeit gehörten Schriftleiterpraxis im Allgemeinen, Zeitungsgestaltung, Ressortpolitik sowie die Tätigkeit des politischen Schriftleiters.
1941 veröffentlichte Neuscheler im Eher-Verlag die von ihm nach Angaben des österreichischen Emigranten und Sowjetbürgers Kajetan Klug aufgezeichnete Propaganda-Broschüre Die größte Sklaverei der Weltgeschichte. Tatsachenbericht aus den Strafgebieten der G.P.U. über das System der Zwangsarbeit in der Sowjetunion, die eine Auflage von mindestens 650.000 Stück erfuhr und nach Kriegsende in der sowjetischen Besatzungszone auf die Liste der auszusondernden Literatur gesetzt wurde.
Vom  9. Oktober 1941 bis  31. März 1944 vertrat  Neuscheler beim Völkischen Beobachter   den seit Mai 1941 zur Wehrmacht eingezogenen offiziellen stellvertretenden Hauptschriftleiter Theodor Seibert.
Am 9. November 1942 wurde er zum Brigadeführer der Sturmabteilung ernannt. Zum 15. April 1944 wurde Neuscheler NSDAP-Kreisleiter in Freiburg im Breisgau, womit er auch seine Lehrtätigkeit in Wien aufgab. Neuscheler trat die Stelle als „Kriegs-Kreisleiter“ für die Kriegsdauer in Vertretung für den zur Reichsleitung berufenen Oberbereichsleiter Wilhelm Fritsch an.
In den 1950er Jahren war er als Werbeberater und -texter tätig.

## Schriften
- Gerhart Hauptmann und Leo Tolstoi. Dissertation, München 1923.
- Doktor Johann Faust. Ein schwäbisch-deutsches Volksstück (= Münchener Laienspiele; H. 19). Ch. Kaiser, München 1926.
- König oder Narr. Ein Lustspiel (= Münchener Laienspiele; H. 20). Ch. Kaiser, München 1926.
- Lucien Romier: Der Mensch von heute. Aus dem Französischen übersetzt von Karl Neuscheler.  N. Kampmann, Freiburg im Breisgau, 1930.
- Kajetan Klug: Die größte Sklaverei der Weltgeschichte. Tatsachenbericht aus den Strafgebieten der G.P.U. Aufgezeichnet von Karl Neuscheler. Eher-Verlag, Berlin 1941.